# Stadnina koni w Strzegomiu
Stadnina Koni w Strzegomiu – położona w zachodniej części Polski w województwie dolnośląskim w powiecie świdnickim wśród Wzgórz Strzegomskich Przedgórza Sudeckiego powstała na bazie PGR-ów wokół Strzegomia. Do 1998 działała jako Państwowe Gospodarstwo Rolne, a po prywatyzacji w 1998 jako Stadnina Koni Strzegom Sp. z o. o..
Budynki Żółkiewki i Skarżyc pochodzą z przełomu XIX i XX w. Stajnie o sklepieniach krzyżowych są przestronne, widne i wysokie. Pastwiska położone na glebach średnio ciężkich bielicowych o podłożu gliniastym znajdują się w bezpośrednim sąsiedztwie budynków gospodarczych. Łagodny klimat Strzegomia gwarantuje długi sezon pastwiskowy od połowy kwietnia często do połowy listopada.

## Historia
Stadnina w Strzegomiu została założona w 1955. Pierwotne zamierzenia hodowli koni dotyczyły rasy koni śląskich na bazie 45 klaczy, jednak już w 1956 przybyły pierwsze klacze pełnej krwi angielskiej, które dały początek przyszłej stadninie, a dla których zaadaptowano obiekt Żółkiewka. Organizacja stadniny przebiegała sprawnie i 1 lipca 1957, w dniu oficjalnego otwarcia stadniny, w Żółkiewce znajdowały się 24 klacze, a w 1966 już 40. W ten sposób równolegle prowadzono hodowlę obu ras.
W 1972 decyzją Zjednoczenia Hodowli Zwierząt Zarodowych postanowiono powiększyć strzegomską stadninę do 75 klaczy pełnej krwi angielskiej. W tym celu przystąpiono do adaptacji obiektu Skarżyce, należącego do gospodarstwa Morów, co osiągnięto w 1978. Jednym z czynników wpływających na szybki rozwój stadniny i stałe podnoszenie poziomu hodowlanego była stosunkowo duża stabilność kadry.
Kierownictwo stadniny:
- Zbigniew Dobraczyński - 1956-1960
- inż. Jerzy Gniazdowski - 1960-1974
- inż. Grzegorz Konarski - 1974-2008

W 1998 Agencja Restrukturyzacji i Modernizacji Rolnictwa podjęła decyzję o prywatyzacji stadniny, w wyniku której klacze konia śląskiego trafiły do Stada Ogierów Książ. Po przetargu właścicielem została Polska Korporacja Inwestycyjna, która zainwestowała duże środki w rozwój hodowli, importując konie z Anglii. Firma podpisała umowę dzierżawną z Grzegorzem i Marią Konarskimi, którzy w latach 1998-2008 kontynuowali hodowle w imieniu Korporacji. W sierpniu 2008 Polska Korporacja rozwiązała z nimi umowę dzierżawy i współpracy hodowlanej.

## Hodowla
Hodowla koni śląskich prowadzona od 1955, dla której wyjściowym materiałem były klacze przybyłe ze Stadniny Koni w Wojanowie i Strzelce Opolskie. Było to 45 klaczy, oraz kilkanaście młodych rocznych i dwuletnich klaczek, dla których adaptowano pomieszczenia stajenne w gospodarstwach Morów i Pastuchów. Sprowadzony materiał reprezentował stary typ konia śląskiego. Kilkakrotnie zmieniał się model hodowlany konia śląskiego. W latach 60. „osiągnięto typ ekonomicznego konia”, a więc mierzącego 156 cm. w kłębie i mniej kalibrowego. Było to efektem ówczesnej polityki hodowlanej, która dążyła do uzyskania niewielkiego, a przez to przydatnego konia w rolnictwie. Czasy się zmieniły i zapotrzebowanie na konie też.
Od 1973 zaczęto zmieniać typ koni na bardziej kalibrowy i rosły w typie wszechstronnie użytkowym. W tym celu na polecenie Grzegorza Konarskiego wyszukano u rolników indywidualnych kilka klaczy w starym typie dużego konia śląskiego, aby przywrócić dawny charakter tej rasie. W celu poprawienia wzrostu stosowano dolew krwi ogierów pełnej krwi angielskiej (Solali, Super, Surmacz, River Chanter, Hades, Domingo, Valiant Hearth), jednocześnie starając się utrzymać stado klaczy w typie konia śląskiego. Szczególnie Solali wywarł bardzo pozytywny wpływ, dając konie z dobrym ruchem i uzdolnieniami do sportu. Jeszcze w trzecim i czwartym pokoleniu wpływ Solalego jest widoczny. Zmieniono też sposób wychowu, młodzież była bardziej intensywnie żywiona, dłużej przebywała na pastwiskach i wprowadzono ruch na bieżni. Ruch, selekcja i lepsze żywienie doprowadziły do szybkiego uzyskania większego wzrostu, 162, a później 166 cm w typie huntera. Wiele koni śląskich odnosiło duże sukcesy sportowe. Czata po Surmacz xx w 1975 r. w Austrii zdobyła Wicemistrzostwo Europy Juniorów w skokach przez przeszkody. Gorzelanka po River Chanter i Duet po Durango, czy Kordelas po Solali, w klasach N i C, będąc jednocieśnie użytkowymi końmi dla kilku pokoleń młodych jeźdźców.
Hodowla koni pełnej krwi angielskiej rozpoczęła się od zakupu kilku klacz z krajowych stadnin. Pierwszym ogierem czołowym w stadninie był siwy Caruso (po Pilade-Cardea), który krył przez osiem sezonów i stał się ojcem kilku zwycięzców w prestiżowych zawodach. Wielki wpływ na kształt stadniny wywarł ogier Solali (Skarb – Solina), który dał w pierwszym roczniku klacz Nostalgię (nagroda Efforty) i Drachmę (nagroda Wiosenna).
Te dwa ogiery przekazywały cechy wczesnego dojrzewania, co wywarło w przyszłości wielki wpływ na kariery wyścigowe strzegomskich koni.

## Sport
W 1973 Grzegorz Konarski powołał przy stadninie sekcję jeździecką LZS Stragona Strzegom, której został pierwszym instruktorem i wieloletnim prezesem. Od listopada 1973 działa jako Ludowy Klub Sportowy Stragona Strzegom.
Zatrudniono jeźdźca przeszkodowego Zygmunta Olsztę, który z czasem został wieloletnim trenerem. Strzegomscy zawodnicy zaczęli startować w wszechstronnym konkursie konia wierzchowego (WKKW), a następnie w ujeżdżeniu i skokach. Z małych zawodów organizowanych w Strzegomiu i okolicznych miastach jak Żarów, Świdnica, czy Bielawa zaczęto organizować Ogólnopolskie Oficjalne Zawody z Mistrzostwami Polski włącznie.
Na przełomie lat 70. i 80. trenerstwo w klubie objął Artur Bober – czynny zawodnik dyscypliny WKKW, który stworzył silną sekcji WKKW. Od 1980 klub zadecydowanie specjalizuje się już tylko w WKKW. W tym czasie Artur Bober zdobywa trzykrotnie medal Mistrzostw Polski w WKKW, dwukrotnie uczestniczy w Mistrzostwach Świata, a następnie zostaje trenerem reprezentacji Polski i Kadry Narodowej w latach 1982–1984. Pod koniec lat osiemdziesiątych Artur Bober odchodzi ze Stragony. Trenerstwo po nim obejmuje Artur Społowicz – również czynny zawodnik dyscypliny WKKW. Treningi rozpoczyna kolejne pokolenie utalentowanych, bardzo dobrze zapowiadających się zawodników, jak Marcin Konarski i Mariusz Kleniuk. Lata dziewięćdziesiąte to pasmo sukcesów zawodników klubu. Zawodnicy klubu zdobywają medale Mistrzostw Polski, startują na Mistrzostwach Europy i Świata oraz na Igrzyskach Olimpijskich.
W drugiej połowie lat dziewięćdziesiątych szkoleniem zawodników zaczyna zajmować się Marcin Konarski. Zostaje również reaktywowana Szkółka Jeździecka, którą zajmuje się Katarzyna Konarska. Klub angażuje się w organizację kolejnych imprez jeździeckich. Organizuje zawody regionalne, później Mistrzostw Polski, a w 2000, 2001 i 2002 Grand Prix Polski w WKKW. W 2003 Hipodrom im. 14-go Pułku Ułanów Jazłowieckich w Morowie staje się miejscem, do którego zawitali najlepsi jeźdźcy świata. Tam też odbywają się pierwsze międzynarodowe zawody z cyklu Pucharu Świata w WKKW, których inicjatorem i głównym organizatorem jest Marcin Konarski. W 2012 Strzegom zostaje organizatorem Pucharu Narodów Międzynarodowej Federacji Jeździeckiej.
Klub mocno angażuje się w promocję jeździectwa jako formy aktywnego wypoczynku. W 2010 i 2011 przeprowadza w gminie Strzegom program edukacyjny „Jeździć konno każdy może”. Udział w nim wzięło prawie 1500 dzieci.